# 香港理工大學建設及環境學院
香港理工大學建設及環境學院（英語：PolyU Faculty of Construction and Environment）是香港理工大學的學院之一，位於校園Z座。該學院由建築及房地產學系，屋宇裝備工程學系，土木及環境工程學系以及土地測量與地理資訊學系組成。2021年，該學院共擁有約115名全職學術人員。

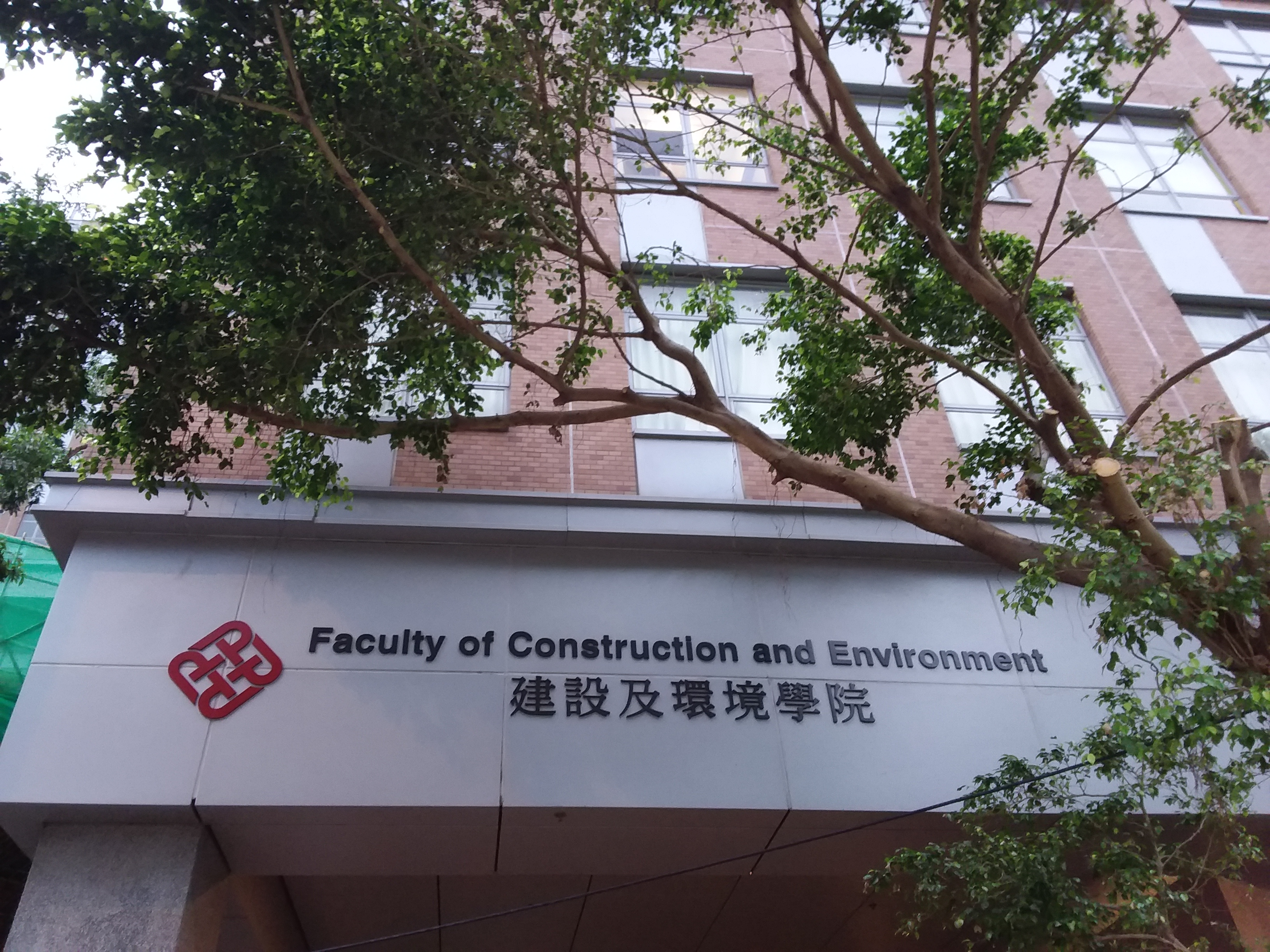
學院位於漆咸道的正門。

建設及環境學院專注於研究可持續發展、智慧城市以及環境保護工程。

## 外部連結
- 官方网站